# Dobri Do (Neum, BiH)
Dobri Do je naseljeno mjesto u općini Neum, Federacija BiH, BiH.

## Stanovništvo

### 1991.
Nacionalni sastav stanovništva 1991. godine, bio je sljedeći:
Nacionalni sastav stanovništva 1991. godine, bio je sljedeći:
ukupno: 55
- Hrvati - 55

### 2013.
Nacionalni sastav stanovništva 2013. godine, bio je sljedeći:
ukupno: 42
- Hrvati - 41
- ostali, neopredijeljeni i nepoznato - 1

## Vanjske poveznice
- Satelitska snimka[neaktivna poveznica]